# کاتاکورا کیتا
کاتاکورا کیتا (به ژاپنی: 片倉喜多, Katakura Kita); 1538 – ۱۰ ژوئن ۱۶۱۰) یک بانوی اشرافی ژاپنی، اشراف‌زاده و ملازم خاندان داته در دوره سنگوکو بود. او دختر اونیوا یوشینائو و لیدی نائوکو بود. او خواهر ناتنی کاتاکورا کاگه‌تسونا و اونیوا تسوناموتو بود.